# 秋元勇巳
秋元 勇巳（あきもと ゆうみ、1929年3月14日 - 2025年7月13日）は、日本の経営者、理学博士。三菱マテリアル社長を務めた。

## 来歴・人物
東京都出身。海軍兵学校（77期）、旧制成蹊高等学校（理甲）を経て、1951年に東京文理科大学理学部化学科を卒業。1954年に同大学院研究科を修了し、同年に三菱金属鉱業に入社した。1978年6月に取締役に就任し、1981年6月に常務、1986年1月に専務、1992年6月に副社長を経て、1994年6月に社長に就任。2000年6月に会長に就任し、2003年6月に取締役相談役を経て、2004年6月には名誉顧問に就任。1997年11月に藍綬褒章を受章し、2013年11月に旭日重光章を受章した。